# Стеклоплавильный сосуд
Стеклоплавильный сосуд — основной аппарат в цепочке технологического процесса получения стеклянного волокна. Сосуд одновременно выполняет две функции: электронагревателя, выделяющего тепло за счет прохождения через него тока, и ёмкости для плавления стекла и подготовке расплава к формированию волокна. Работа этого аппарата во многом определяет технико-экономические показатели производства. В то же время условия эксплуатации стеклоплавильных сосудов при 1200—1450°С определяют класс материалов, пригодных для их изготовления. Уровень тепловых напряжений стеклоплавильного сосуда чрезвычайно высок, поэтому многочисленные попытки использовать неблагородные металлы и неметаллические материалы закончились безрезультатно.